# Mangalore

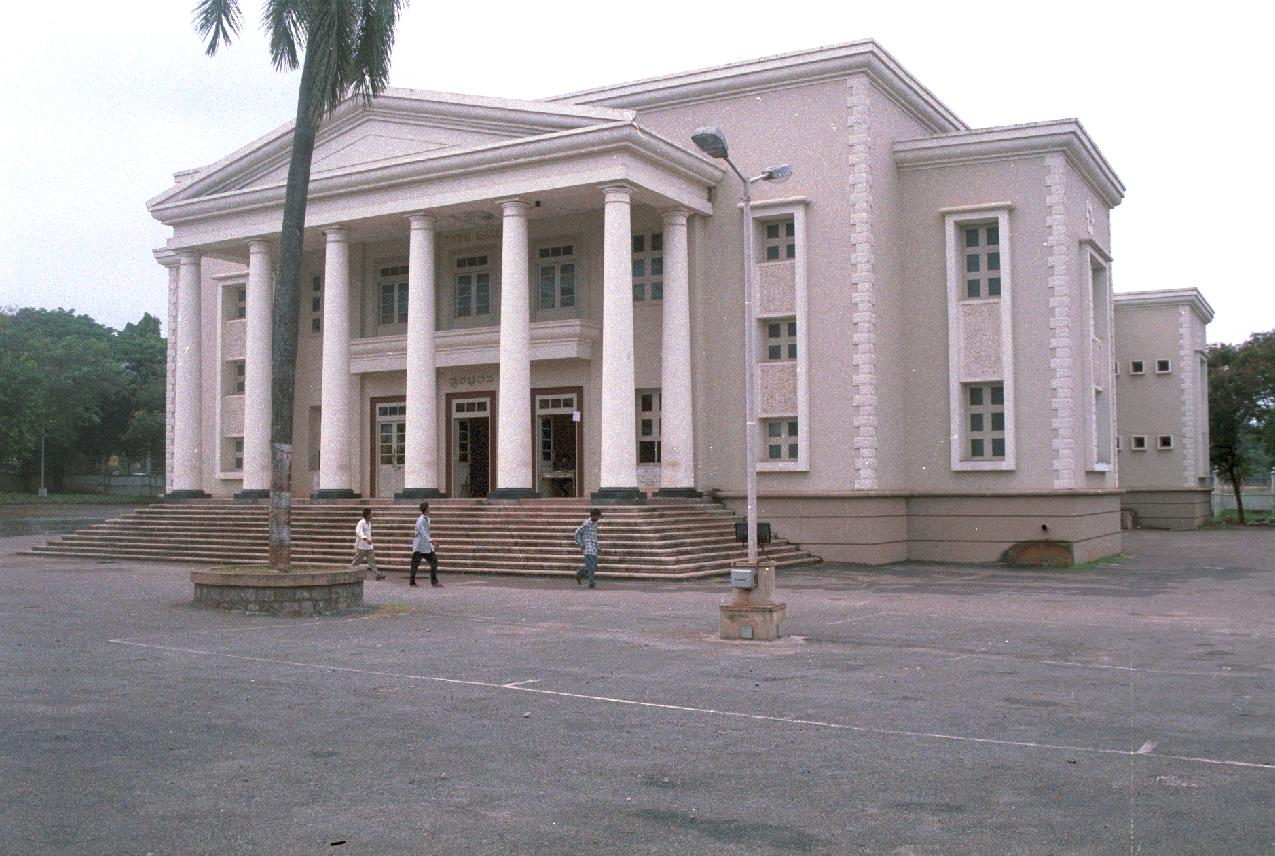
Ajuntament de Mangalore

Mangalore (en tulu: ಕುಡ್ಲ Kudla, en kannada: ಮಂಗಳೂರು|ಮಂಗಳೂರು Mangalūru; en konkani: ಕೊಡಿಯಾಲ್ Kodial, en beary: ಮೈಕಾಲ Maikala, és la principal ciutat portuària de l'estat de Karnataka a l'Índia, capital del districte de Dakshina Kannada (South Kanara). L'any 2009 tenia uns 600.000 habitants; al cens de 2001 eren 398.745 habitants i el 1901 eren 44.108. La transcripció correcta en català és Mangalor o Màngalor, ja que la "e" de la transcripció anglesa no es pronuncia.
La paraula Mangalore deriva de la deïtat hindú local anomenada Mangaladevi. La ciutat té un clima monsònic. La primera referència d'aquesta ciutat és de l'any 715 dC.

## Demografia
Al cens de 2001 la població de la municipalitat era de 398.745 habitants, l'àrea metropolitana de 419.306 habitants i l'àrea urbana de 538.560 habitants. La població estimada el 2008 per la corporació era de 431.976 habitants (la ciutat número 101 de l'Índia per nombre d'habitants) i la de l'àrea urbana de 603.269 habitants (la 61 àrea urbana de l'Índia)
Mangalore és ètnicament diversa i s'hi parlen diverses llengües; les principals són el tulu, el konkani, el canarès i el beary però es parlen també malayalam, hindi i anglès, i encare altres per petits grups. La religió principal és l'hinduisme. La ciutat es caracteritza pels seus turons, els cocoters, els rierols i els seus edificis amb teules vermelles d'argila.

## Administració
La municipalitat està administrada per la Corporació de la ciutat de Mangalore (MCC) presidida per un major (alcalde) del partit que té més vots; el consell està format per 60 consellers elegits un per cada 60 wards o seccions. La municipalitat té una àrea de 73,71 km².

## Port i aeroport
El Mangalore Harbour és l'antic port utilitzat per magatzems i serveis logístics. El Nou Port de Mangalore està equipat per grans vaixells com superpetroliers i és estació de la Guàrdia Costera; és el novè port de l'Índia i el principal de l'estat de Karnataka.
L'aeroport internacional de Mangalore (codia IATA: IXE) està prop de Bajpe a uns 21 km al nord-est, i és el segon aeroport de l'estat.

## Història
Sobre Mangalore, exerciren el seu poder successivament la dinastia Kadamba, els chalukyes, els rashtrakutes, els hoysales i l'imperi de Vijayanagar. Els diversos caps locals que admetien la sobirania de Vijayanagar (i més tard de Bednur) tenien com a centres principals a Barkur i Karkala, que eren aleshores més importants que Mangalore governada per un sobirà anomenat Bangar (que era un títol i no un nom). Els portuguesos van arribar a la ciutat el 1498 i Vasco de Gama va desembarcar a l'illa de Santa Maria prop de Mangalore. El 1526 els portuguesos sota el virrei Lopo Vaz de Sampaio, van derrotar el rei de Bangara i els seus aliats i van conquerir Mangalore temporalment. Els portuguesos van saquejar tres vegades la ciutat al segle xvi, destacant el saqueig del 1596. Van tenir un peu a la zona fins al 1640 quan va passar als rages d'Ikkeri o Bednur (nayak de Keladi) però els portuguesos van poder conservar una factoria comercial. El 1695 fou incendiada pels àrabs en revenja per les restriccions portugueses al seu comerç.
En els ambiciosos plans d'Haidar Ali la ciutat va esdevenir important estratègicament fins que després de la conquesta de Bednur la va ocupar (1763) i la va convertir en quater de la seva marina. A la segona meitat del segle xviii Mangalore feia una mena de contenció entre els britànics i el regne de Mysore; els britànics la van ocupar el 1768 però la van abandonar; la van ocupar altre cop el 1781 però el 1784 el coronel Campbell es va haver de rendir a Tipu Sultan després de 9 mesos de setge (1783-1784). Va ser annexada a l'imperi britànic finalment el 1799. El 1837 durant la revolta de Coorg, la tribu rebel dels gaudes va entrar al territori i va ocupar la ciutat de Mangalore, però després de cremar els edificis públics se'n van retirar.

## Agermanaments
- Hamilton, Canadà[9]